# Kaédi
Kaédi (arabă كيهيدي) este un oraș în partea de sud-vest a Mauritaniei, pe malul fluviului Senegal, le est de confluența râului Gorgol cu acesta. Este reședința regiunii Gorgol.